# Yozo Aoki
Yozo Aoki (青木 要三 Aoki Yozo?,  10 de abril de 1929 - 23 de abril de 2014) fue un futbolista japonés que se desempeñaba como defensa.
En 1955, Aoki jugó para la selección de fútbol de Japón.

## Trayectoria

### Clubes
| Club         | País  | Año  |
| ------------ | ----- | ---- |
| Chiyoda Life | Japón | ???? |

### Selección nacional
| Selección | País  | Año  |
| --------- | ----- | ---- |
| Absoluta  | Japón | 1955 |

## Estadística de equipo nacional
| Selección de Japón | Selección de Japón | Selección de Japón |
| Año                | Part.              | Goles              |
| ------------------ | ------------------ | ------------------ |
| 1955               | 1                  | 0                  |
| Total              | 1                  | 0                  |